# Campeonato Mundial de League of Legends 2025
El Campeonato Mundial de League of Legends 2025 (en inglés: 2025 League of Legends World Championship) o Worlds 2025 será la decimoquinta edición del campeonato mundial de deportes electrónicos para el videojuego multijugador League of Legends, organizado por el desarrollador del juego, Riot Games. El torneo se disputará en China, siendo Chengdu la ciudad que acogerá la final.
Será la tercera vez que China acoja el evento después de celebrar las ediciones de 2017 y 2020, y la primera que se celebrará bajo la nueva estructura y calendario competitivo introducido por Riot Games, que comenzará en 2025. Diecisiete equipos se clasificarán en función de su posición final en sus respectivas ligas regionales y los resultados obtenidos en el Mid-Season Invitational (MSI) de 2025.
T1, equipo de la League of Legends Champions Korea (LCK), será el defensor del título tras derrotar por 3 partidas a 2 a Bilibili Gaming en la final anterior.

## Antecedentes y elección de la sede
China organizó por primera vez el torneo en 2017 con Wuhan, Guangzhou, Shanghái y Pekín como ciudades anfitrionas.
La edición de 2020 fue la segunda disputada en China, pero se llevó a cabo bajo restricciones debido a la pandemia de COVID-19, lo que obligó a Riot Games a organizar el evento mediante el uso de un entorno de "burbuja de aislamiento" en Shanghái, con la excepción de la final en el estadio de fútbol de Pudong, donde se permitió la asistencia de un número limitado de espectadores.
China fue nuevamente seleccionada como anfitriona para el torneo de 2021, con el evento teniendo lugar en Shanghái, Qingdao, Wuhan, Chengdu y la final teniendo lugar en Shenzhen. Sin embargo, debido a las complicaciones de viaje derivadas de la pandemia de COVID-19 en el país, Riot Games anunció Reikiavik, Islandia (donde se había celebrado el MSI 2021), como la nueva ciudad anfitriona del evento.
El 24 de octubre de 2024, junto con el anuncio de un acuerdo de patrocinio extendido con el fabricante de teléfonos inteligentes OPPO, Riot Games anunció que la decimoquinta edición del Campeonato Mundial de League of Legends se llevará a cabo en China, siendo la tercera vez que el país organizará el torneo y la primera desde 2017  sin restricciones de viaje.
Durante el día de medios para la final de 2024 en el O2 Arena de Londres, Reino Unido, el 1 de noviembre de 2024, Riot Games anunció que la final de 2025 se llevará a cabo en Chengdu (donde se celebró el MSI 2024).

## Equipos clasificados
La League of Legends Champions Korea (LCK), League of Legends Championship of The Americas (LTA), League of Legends Championship Pacific (LCP), League of Legends EMEA Championship (LEC) y League of Legends Pro League (LPL) dispondrán de tres equipos clasificados directamente a la fase suiza. Del mismo modo que en la edición anterior, el equipo ganador del MSI 2025 clasificará al torneo siempre y cuando alcance la fase de play-off del tercer split de su región, mientras que la región con mejor desempeño (sin tener en cuenta a la región del campeón del torneo) dispondrá de una cuarta plaza para el torneo. Se disputará una eliminatoria previa al mejor de cinco partidas entre estos dos equipos.
Esta será la primera edición en la que participarán representantes de las nuevas ligas League of Legends Championship of The Americas (LTA), formada tras la fusión entre el Campeonato Brasileiro de League of Legends (CBLOL), las League Championship Series (LCS) y la Liga Latinoamérica (LLA) y League of Legends Championship Pacific (LCP), formada tras la fusión entre las Pacific Championship Series (PCS) y las Vietnam Championship Series (VCS).